# Spravia
Spravia sp. z o.o. (d. Budimex Nieruchomości Inwestycje sp. z o.o., Budimex Nieruchomości sp. z o.o.) – polskie przedsiębiorstwo z branży deweloperskiej z siedzibą w Warszawie.

## Działalność
Kontynuuje działalność deweloperską zapoczątkowaną w ramach Budimeksu SA w 1999 roku. Od 2004 jako spółka pod nazwą Budimex Nieruchomości Inwestycje sp. z o.o. założona przez Budimex. W 2007 zmieniła nazwę na Budimex Nieruchomości sp. z o.o. W 2021, w wyniku przekształceń własnościowych, zmieniła nazwę na Spravia sp. z o.o..
Prowadzi działalność deweloperską w sektorze mieszkań skierowanych do klienta indywidualnego oraz klienta instytucjonalnego w sześciu miastach w Polsce, tj. w Warszawie, Poznaniu, Krakowie, Gdańsku, Gdyni i Wrocławiu oraz posiada pięć oddziałów regionalnych. Do czerwca 2024 wybudowała 23 530 mieszkań.
Członek Polskiego Związku Firm Deweloperskich.